# This Is Romance
Pour les articles homonymes, voir Romance.
 (octobre 2024).
Clip vidéo
[vidéo] « Nye Mayhew - This Is Romance », sur YouTube
[vidéo] « Artie Shaw - This Is Romance », sur YouTube
[vidéo] « Hal Kemp & His Orchestra - This Is Romance », sur YouTube
This Is Romance est un standard de jazz de big band américain, enregistré en single et pour la musique du film Harold Teen (en), de Murray Roth (en) en 1934. Elle est reprise avec succès en particulier par Artie Shaw et son big band en 1941,. 

## Historique
Edward Heyman et Vernon Duke composent et écrivent cette chanson romantique en 1933. Elle est enregistrée en 1934 pour la musique du film de la Warner Bros. Harold Teen (en), d'Hollywood en Californie.
Elle est reprise en particulier par Artie Shaw et son big band jazz en 1940, à l'époque du grand succès du swing de l'ère du jazz et des big band américains de la Seconde Guerre mondiale.

## Reprises et adaptations
Ce tube des années 1930 est repris entre autres par Tommy Dorsey, Ray Noble, Hal Kemp (en), Roy Fox (en), ou encore Al Bowlly...

## Au cinéma
- 1934 : Harold Teen (en), de Murray Roth (en).